# Sungai Sibur
Sungai Sibur is een bestuurslaag in het regentschap Ogan Komering Ilir van de provincie Zuid-Sumatra, Indonesië. Sungai Sibur telt 4883 inwoners (volkstelling 2010).